# Нефа
Нèфа (на италиански: Neffa), псевдоним на Джовàни Пелѝно (на италиански: Giovanni Pellino; * 7 октомври 1967 в Скафати, Италия), е италиански рапър, певец, автор на песни и музикален продуцент.
След първи опит като барабанист в хардкор групи през 1990-те г., той е смятан за един от предшествениците на хип-хопч в Италия и за един от най-големите представители на италианския хип-хоп, който жанр постепенно изоставя през годините.

## Биография

### Ранни години
Нефа е роден през 1967 г. в южноиталианския град Скафати в провинция Салерно. На 8-годишна възраст се мести със семейството си в град Болоня, където израства и живее и където започва да се занимава с ъндърграунд хип-хоп, по-специално в социалния център Изола нел Кантиере.
Започва кариерата си през 1980-те г. като барабанист в няколко хардкор пънк групи, включително Импакт и Негационе, с които свири на историческо турне в Съединените щати под псевдонима Джеф Пелино. Той свири в Негационе от 1990 до 1991 г.
Сценичното име на певеца е взето от парагвайския играч на УК „Кремонезе“ от началото на 1990-те г. Густаво Нефа.

### 1999-те години
През 1993 г. Нефа си сътрудничи за турне с Пиомбо А Темпо, по-точно с Лелепрокс и Фумо от тим рап групата Лайън Хорс Поси, и с Нанду Попу (Изола Поси Ол Старс, Суд Саунд Систем). На тези дати за първи път той експериментира с техниката на свободния стил. Нефа става част от Изола Поси Ол Старс – болонски ансамбъл, смесен с представители от Саленто, който е пионер на феномена Поси (Posse) и на първоначалния италиански хип-хоп. Впоследствие част от ансамбъла става част от музикалната група Сангуе Мисто, който избира хип-хоп линия, и от вече стартирания проект Суд Саунд Систeм, клонящ повече към рага.
Успехът идва през 1994 г. с албума SxM на Сангуе Мисто, издаден от независимия болонски лейбъл Century Vox. Въпреки известността на сцената и потенциала си групата не прави друг албум, въпреки че тримата ѝ членове си сътрудничат в съответните си солови албуми: Нефа си сътрудничи с Груф в албумите Rapadopa (1993) и Zero Stress (1997), а през 2000-те г. участва в проекта Katzuma.org с Деда.
През 1996 г. излиза Aspettando il sole („В очакване на слънцето“) – първият сингъл от албума на Нефа Neffa & i messaggeri della dopa („Нефа и вестителите на допамина“), записан предходната година, но поради проблеми с разпространението издаден по-късно. В него участват известни лица от италианската хип-хоп сцена, а именно вестителите Еза (Esa), Каос Уан (Kaos One), Шон (Sean), диджей Груф (DJ Gruff), Фейз 2 (Phase 2), Speaker Cenzou и Джулиано Палма. В същия период Нефа продуцира първия самостоятелен албум на Каос Уан Fastidio, в който пее в дует в две песни, и участва постоянно в радиопрограмата One Two One Two заедно с Албертино и Джей-Акс по Radio Deejay.
През 1997 г. излиза саундтракът на филма Torino Boys, в който Нефа ръководи по-голямата част от продукцията и изпълнява песните Navigherò la notte („Ще плавам в нощта“) и Nella luce delle sei („В светлината в 6 часа“), последната с Деда.
През 1998 г. излиза албумът му 107 elements в сътрудничество с Деда и Ал Кастелана, от който са извлечени синглите Non tradire mai („Никога не предавай“), Vento freddo („Студен вятър“) и Navigherò la notte.
През същата година и до 1999 г. Нефа изпълнява ролята на водещ на предаването Sonic, излъчвано по Ем Ти Ви.
Също през 1999 г. излиза EP-то Chicopisco, самостоятелно продуциран и разпространяван от лейбъла Блек Аут. Това издание би трябвало да предшества следващия студиен албум на Нефа, очакван през есента на същата година, но този проект не се реализира.
Той също така участва в ремикса на хита T'innamorerò на Марина Рей в дует с нея и си сътрудничи в направата на албума Merda & melma на Мелма и Мерда – музикална група, създадена от Каос Уан, Деда и Шон.

### 2000-те години
В началото на 2000-те години Нефа публикува съобщение, в което декларира намерението си да възприеме различен подход на композиторско равнище:
| „ | Докато подготвях инструменталите за нов рап запис, песните започнаха да излизат [но] след известно време разбрах, че макар и да не е комерсиално най-разумният избор за правене, не можех да не следвам музиката. Преди всичко осъзнах, че е време да спра да се лутам и да започна да пиша песни и да пея, въпреки че бях сигурен, че много от тези, които щяха да ме последват, щяха да не одобрят или да разберат погрешно избора ми. | “ |

Последният му остатък в света на хип-хопа в края на десетилетието са песни, написани, продуцирани и изпяти съответно от Франческа Туре и от бившия пратеник на Допа Дре Лав, включени в саундтрака на Zora la vampira.
През 2001 г. настъпва повратна точка в творчеството на Нефа, който изоставя хип-хопа, за да се прехвърли към естрадната и соул музиката. През същата година излиза La mia signorina („Моята госпожица“) – сингъл от албума му Arrivi e partenze („Пристигащи и заминаващи“). Песента постига голям успех по италианското радио, като се става най-търсеното парче на годината, и е включена в компилацията на Фестивалбар Festivalbar 2001. Другите сингли от албума са Sano e Salvo („Здрав и читав“) и Alla fermata („На спирката“). На следващата година той продуцира албума Turbe Giovanili, първият самостоятелен албум на Фабри Фибра, който обяснява как един ден Нефа „ми се обади, за да ми каже, че е възстановил някои бек записи от стария си твърд диск“.
През лятото на 2003 г. Нефа представя сингъла Prima di andare via („Преди да си тръгна“), който веднага става един от главните хитове на лятото. Песента е най-излъчваната от радио мрежите в Италия, печели радио наградата на Фестивалбар и задвижва албума. Благоприятният момент продължава с баладата Quando finisce così („Когато приключи така“) и преди всичко с издаването на албума I molteplici mondi di Giovanni, il cantante Neffa („Множествата светове на Джовани, певецът Нефа“), издаден през октомври и характеризиращ се с блус, фънк, лаундж и соул звучене.
През 2004 г. Нефа участва във Фестивала на италианската песен в Санремо с песента Le ore piccole („Ранните часове“) – суинг парче, най-късата песен на фестивала, завършвайки на 9-о място. Също през 2004 г. той е лице на кампанията на Рено за пътна безопасност Safe and sound, за която композира песента Sto viaggiando verso te („Пътувам към теб“).
През май 2006 г. излиза Il mondo nuovo („Новият свят“), водещ сингъл от албума на Нефа Alla fine della notte („В края на нощта“). Дискът продължава, понякога по по-ритмичен, а друг път по по-замислен начин по соул пътя на предишния албум. От него също са извлечени синглите Cambierà („Ще се промени“) и La notte („Нощта“). Видеоклипът на Cambierà е направен изцяло с компютърна графика и е режисиран от неаполитанския режисьор Клаудио Д'Авашо. Сингълът е и единственият в кариерата на Нефа, който дебютира в немските класации.
Също през 2006 г. певецът има малка роля в първия епизод на първия сезон на телевизионния сериал „Инспектор Колиандро“ и пише за Миета песента Resta qui, извлечена от албума ѝ 74100. Той също пише музиката за саундтрака на филма Saturno contro на Ферзан Йозпетек, за който той създава основната тема, озаглавена Passione („Страст“). Този сингъл е придружен от видеоклип, режисиран от Мария Соле Тоняци, в който участва голяма част от актьорския състав на филма. Впоследствие сингълът печели наградата „Сребърна лента“ 2007 за най-добра оригинална композиция. Нефа получава и две номинации за „Давид на Донатело“ за най-добър музикант и за най-добра оригинална песен, и се радва на отличен отговор в класациите и на одобрението на критиката.
През 2007 г. излиза първата му компилация от хитове Aspettando il sole, която отпразнува кариерата на певеца както с по-стари, така и с по-нови песни. Тя има добър успех и излиза в две версии: едната е с един диск, а другата включва DVD, съдържащ всички видеоклиповете на Нефа. През същата година той пише за Адриано Челентано песента Fiori, включена в албума на Челентано Dormi amore, la situazione non è buona.
През 2008 г. Нефа си сътрудничи със Суд Саунд Систем върху песента Chiedersi come mai, съдържаща се в албума Dammene ancora, и впоследствие участва в албума на Деда Rituals of Life под псевдонимите Джони Бой и The Neffertons в песните Bust a Loose и Let's Do in the Hay.
През 2009 г. излиза сингълът му Lontano dal tuo sole („Далеч от твоето слънце“), предшестващ шестия му студиен албум Sognando contromano. Албумът има добър успех в продажбите благодарение и на втория сингъл Nessuno („Никой“) и на турнето Sognando contromano 2010, стартирало в средата на януари с 10 зимни дати, в които Нефа предлага на живо парчетата от последния си албум и миналите си хитове.

### 2010-те години
През 2010 г. Нефа основа дуото Дуе ди Пике (Due di Picche) заедно с рапъра Джей-Акс, издавайки албума C'eravamo tanto odiati („Толкова много се мразехме“). Албумът е предшестван от сингъла Faccia come il cuore („Лице като сърце“), докато вторият сингъл от албума Fare a meno di te („Да я карам и без теб“) е в италианските класации няколко седмици.
През същата година той си сътрудничи с реге певицата Mama Marjas с парчето Sexy Love, съдържащо се в албума ѝ 90 .
През 2011 г. Нефа е съавтор на песента Farlo con te (Strappamutande) на Джей-Акс, както и в написването и композирането на песента L'amore che ho на Ема, включена в специалното издание на албума ѝ A me piace molto. Той също така композира текста за песента Un finale diverso на Марко Менгони, съдържаща се в албума на Менгони Solo 2.0.
В началото на 2013 г. Нефа се завръща на музикалната сцена с нов сингъл, озаглавен Molto calmo („Много спокоен“), издаден на 11 януари. В същия период си сътрудничи с Фабри Фибра в песента Panico („Паника“) от албума на Фибра Guerra e pace, издаден на 5 февруари 2013 г., и пише текста на песента на Киара Cuore nero („Черно сърце“) от албума ѝ Un posto nel mondo. През същата година той получава златен диск за продажби от FIMI.
На 24 май 2013 г. е пуснат вторият сингъл Quando sorridi („Когато се усмихваш“), който получава златен диск през 2013 г. Впоследствие са съобщени заглавието на осмия му студиен албум Molto calmo и датата на излизането му 18 юни 2013 г. Албумът съдържа и две сътрудничества: с Терон Фабио от Суд Саунд Систъм в Luce oro и с рапъра Гемон в Dove sei, като последната песен присъства само във версията на албума в iTunes Store. На 16 август 2013 г. излиза третият сингъл Dove sei („Къде си“), също сертифициран като златен за повече от 15 хил. продадени копия.
В класацията на най-излъчваните албуми по италианските радиостанции през 2013 г. Нефа се нарежда на второ място благодарение на комерсиалния успех на синглите Molto calmo, Quando sorridi и Dove sei, всичките сертифицирани като златни за продадени над 15 хил. копия и останали в класацията за излъчване в продължение на няколко седмици през цялата година. На 17 януари 2014 г. излиза четвъртият и последен сингъл Per sognare ancora („За да мечтая още“), а през март стартира турнето Sopra le nuvole, на което Нефа се представя в основните италиански градове. През юни същата година той пише песента Lungo la riva („Покрай брега“) за сестра Кристина Скуча, победителка в шоуто за таланти „Гласът на Италия“, докато през същата година участва във филма Numero zero - Alle origini del rap italiano.
На 27 януари 2015 г. излиза петият студиен албум на Джей-Акс Il bello d'esser brutti, съдържащ дуета с Нефа Caramelle („Бомбони“).
През юни 2015 г. излиза сингълът Sigarette („Цигари“), представен от Нефа на третото издание на Летния фестивал (Summer Festival), предшестващ осмия му студиен албум Resistenza („Издръжливост“), издаден на 4 септември. Албумът е предшестван и от сингъла Colpisci („Ударѝ“), издаден на 21 август.
На 13 декември 2015 г. е обявено участието му в 66-ия фестивал в Санремо с песента Sogni e nostalgia („Мечти и носталгия“).

### 2020-те години
На 3 февруари 2021 г. Нефа обявява завръщането си на музикалната сцена, като подписва договор с лейбъла Нумеро Уно. Първият сингъл от този нов път е Aggio perzo 'o suonno, направен с рапъра Коец и издаден на 12 февруари. Песента се оказа откъс от новия албум на изпълнителя, озаглавен AmarAmmore, който излиза на 2 април.
На 30 юли рапърът та Сюприм пуска сингъла Una direzione giusta („Правилна посока“), кавър на Lontano dal tuo sole на Нефа, направен с него.

## Дискография

### Като солист
- 1996 – Neffa & i messaggeri della dopa
- 1998 – 107 elementi (с Деда и Ал Кастелана)
- 2001 – Arrivi e partenze
- 2003 – I molteplici mondi di Giovanni, il cantante Neffa
- 2006 – Alla fine della notte
- 2009 – Sognando contromano
- 2013 – Molto calmo
- 2015 – Resistenza
- 2021 – AmarAmmore

### С Negazione
- 1990 – 100%

### С Isola Posse All Stars
- 1992 – Passaparola (сингъл)

### Със Sangue Misto
- 1994 – SxM

### СDue di Picche
- 2010 – C'eravamo tanto odiati

## Признания
- 2007 - Ciak d'oro - Най-добър саундтрак за Saturno contro[18]
- 2007 - Европейски Златен глобус
- 2007 г. - Номинация за „Давид на Донатело“
- 2007 - Най-добра песен на „Сребърна лента“